# لیگ دسته دوم فوتبال ایران ۵۵-۵۴
لیگ دسته دوم فوتبال ایران ۵۵-۱۳۵۴ چهارمین دوره لیگ دسته دوم فوتبال ایران می‌باشد. در پایان مسابقات تیم‌ ماشین سازی تبریز به جام تخت جمشید ۱۳۵۵ صعود کرد.

## نحوه برگزاری
برای جایگزینی آخرین تیم شهرستانی در جدول رده بندی لیگ تخت جمشید ۱۳۵۴، ابتدا ۸ تیم از هشت منطقه کشور انتخاب شده و سپس در دو گروه چهار تیمی و بصورت دوره ای باهم دیدار کردند. تیم های قهرمان هر گروه به دیدار فینال راه یافتند. فینال لیگ دسته دوم بصورت رفت و برگشت برگزار شد و در نهایت تیم برنده راهی لیگ تخت جمشید ۱۳۵۵ شد تا جانشین آخرین تیم شهرستانی سقوط کرده باشد. لازم به ذکر است که از لیگ تخت جمشید آخرین تیم شهرستانی و آخرین تیم تهرانی سقوط می کردند. تیم قهرمان مسابقات باشگاه های تهران جانشین تیم سقوط کرده در فصل بعدی می شد و تیم شهرستانی نیز با مسابقات دسته دوم انتخاب می شد. بنابراین تیم های تهرانی در این مسابقات حضور نداشتند. 
| لیگ دسته دوم ایران ۵۴ | لیگ دسته دوم ایران ۵۴                                  |
| --------------------- | ------------------------------------------------------ |
| گروه الف در کرمان     | آرشام کرمان، گمرک اهواز، شهرداری شیراز، آرش بندرعباس   |
| گروه ب در شاهی        | ماشین سازی تبریز، ایران ساری، صنعتی بهشهر ری، پپسی رشت |

## جدول رده بندی
جدول گروه الف 
| # | تیم           | بازی | برد | مساوی | باخت | گل‌زده | گل‌خورده | امتیاز |
| - | ------------- | ---- | --- | ----- | ---- | ----- | ------- | ------ |
| ۱ | آرشام کرمان   | ۲    | ۱   | ۱     | ۰    | ۲     | ۱       | ۳      |
| ۲ | گمرک اهواز    | ۲    | ۰   | ۲     | ۰    | ۰     | ۰       | ۲      |
| ۳ | شهرداری شیراز | ۲    | ۰   | ۱     | ۱    | ۱     | ۲       | ۱      |
| ۴ | آرش بندرعباس  | ۰    | ۰   | ۰     | ۰    | ۰     | ۰       | ۰      |

جدول گروه ب
| # | تیم              | بازی | برد | مساوی | باخت | گل‌زده | گل‌خورده | امتیاز |
| - | ---------------- | ---- | --- | ----- | ---- | ----- | ------- | ------ |
| ۱ | ماشین سازی تبریز | ۳    | ۳   | ۰     | ۰    | ۷     | ۱       | ۶      |
| ۲ | ایران ساری       | ۳    | ۱   | ۱     | ۱    | ۲     | ۳       | ۳      |
| ۳ | صنعتی بهشهر ری   | ۳    | ۰   | ۲     | ۱    | ۲     | ۵       | ۲      |
| ۴ | پپسی رشت         | ۳    | ۰   | ۱     | ۲    | ۲     | ۴       | ۰      |

## دیدار رفت فینال
| ماشین سازی           | ۱-۲ | آرشام                |
| -------------------- | --- | -------------------- |
| بیوک ولی پور ۴۰' ۷۸' |     | اسدالله حدادزاده ۶۵' |

## دیدار برگشت فینال
| آرشام | ۰-۰ | ماشین سازی |
| ----- | --- | ---------- |
|       |     |            |

## تیم قهرمان
رضا آذری، قاسم شعبانی، بهرام مقدم، مجید واجاری، احد زارع، عباس اسدزاده، جواد صدقی(کاپیتان)، رسول شتربانی، یوسف صدیق آزادی، بیوک ولی پور، احد شتربانی، مقصود باقری، اسماعیل بهلولیان، علی باقری، یونس شوقیان، محمدحسین اسماعیل زاده، رفیع نجار صالح
سرمربی: گارنیک مهرابیان

## گلزنان برتر
| # | گلزنان | تعداد گل | تیم |
| - | ------ | -------- | --- |